# Саллустро, Аттила
Атти́ла Саллу́стро (итал. Attila Sallustro; 15 декабря 1908, Асунсьон — 28 мая 1983, Рим) — итальянский футболист и футбольный тренер, играл на позиции нападающего.
Является одним из лучших бомбардиров «Наполи» в истории клуба; со 108 забитыми мячами занимает 5-е место в 10-ке результативных игроков.

## Биография

### Игровая карьера
Саллустро родился в столице Парагвая Асунсьоне, а в возрасте 12 лет вместе с родителями, братьями и сёстрами переехал в Италию. В возрасте 12 лет был зачислен в академию «Интернационале-Наплес», который является предшественником «Наполи». Сезон 1925/26 стал дебютным в карьере Саллустро за «Интернационале-Наплес»; по итогам сезона 18-летний нападающий сыграл 13 матчей и забил 10 голов.
Следующие 11 сезонов Саллустро отыграл за неаполитанский клуб, при этом с 1933 по 1937 год в качестве «капитана». В составе «Наполи» в чемпионате Италии сыграл 258 матчей и забил 107 голов, благодаря чему входит в пятёрку лучших бомбардиров клуба за всю его историю. В 1939 году завершил игровую карьеру в клубе «Салернитана», в которой отыграл два сезона.
За всю игровую карьеру Атилла редко получал зарплату, поскольку его отец Гаэтано считал неприемлемым для сына зарабатывать деньги, играя в футбол. Однако в качестве награды он получал от своих команд изысканную одежду и подарки, среди которых был автомобиль — чёрный Fiat 521.

### Тренерская и административная карьера
Завершив карьеру, Саллустро стал главным тренером клуба «Салернитана».
В 1961 году работал главным тренером клуба «Наполи», а затем в течение 20 лет был директором домашнего стадиона неаполитанского клуба «Сан-Паоло».

### Смерть
Скончался 28 мая 1983 года в Риме в возрасте 74 лет. В память о его заслугах за «Наполи» Диего Марадона предложил переименовать стадион в его честь, но это предложение было отклонено епископом Поццуоли Сальваторе Соррентино, поскольку по его мнению стадион носит имя святого.